# 奧恩多夫山
奧恩多夫山（Mount Orndorff），是南極洲的山峰，位於杜費克海岸，處於尼爾森峰以南9公里的馬薩姆冰川西岸，屬於毛德王后山脈的一部分，海拔高度1,520米，現時由南極條約體系管理。
84°37′S 175°26′W / 84.617°S 175.433°W